# Lina Morgenstern

Lina Morgenstern am Schreibtisch, Fotografie von Hanni Schwarz

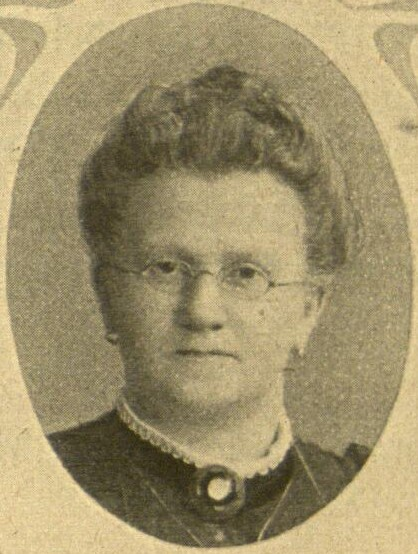
Lina Morgenstern um 1900

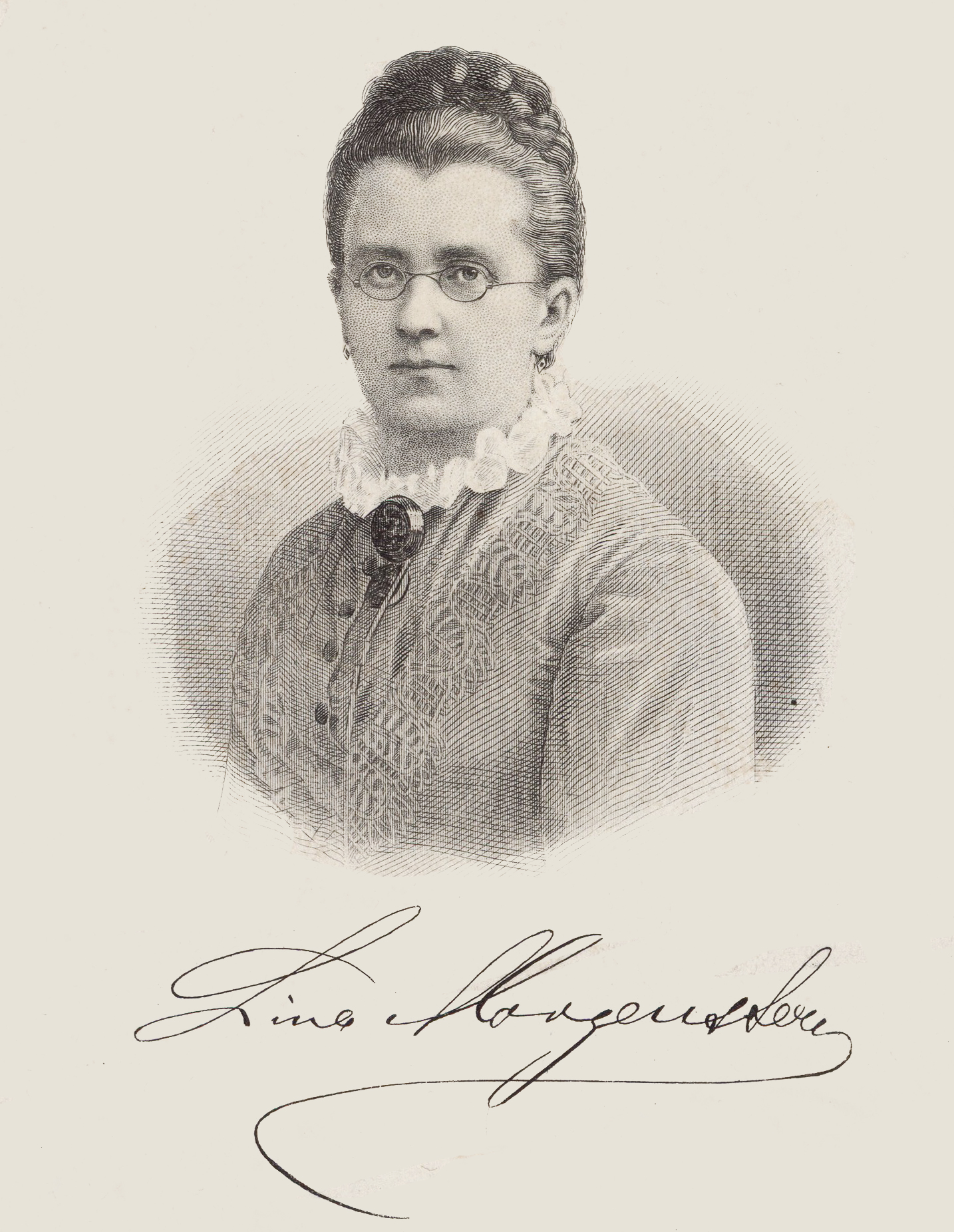
Lina Morgenstern

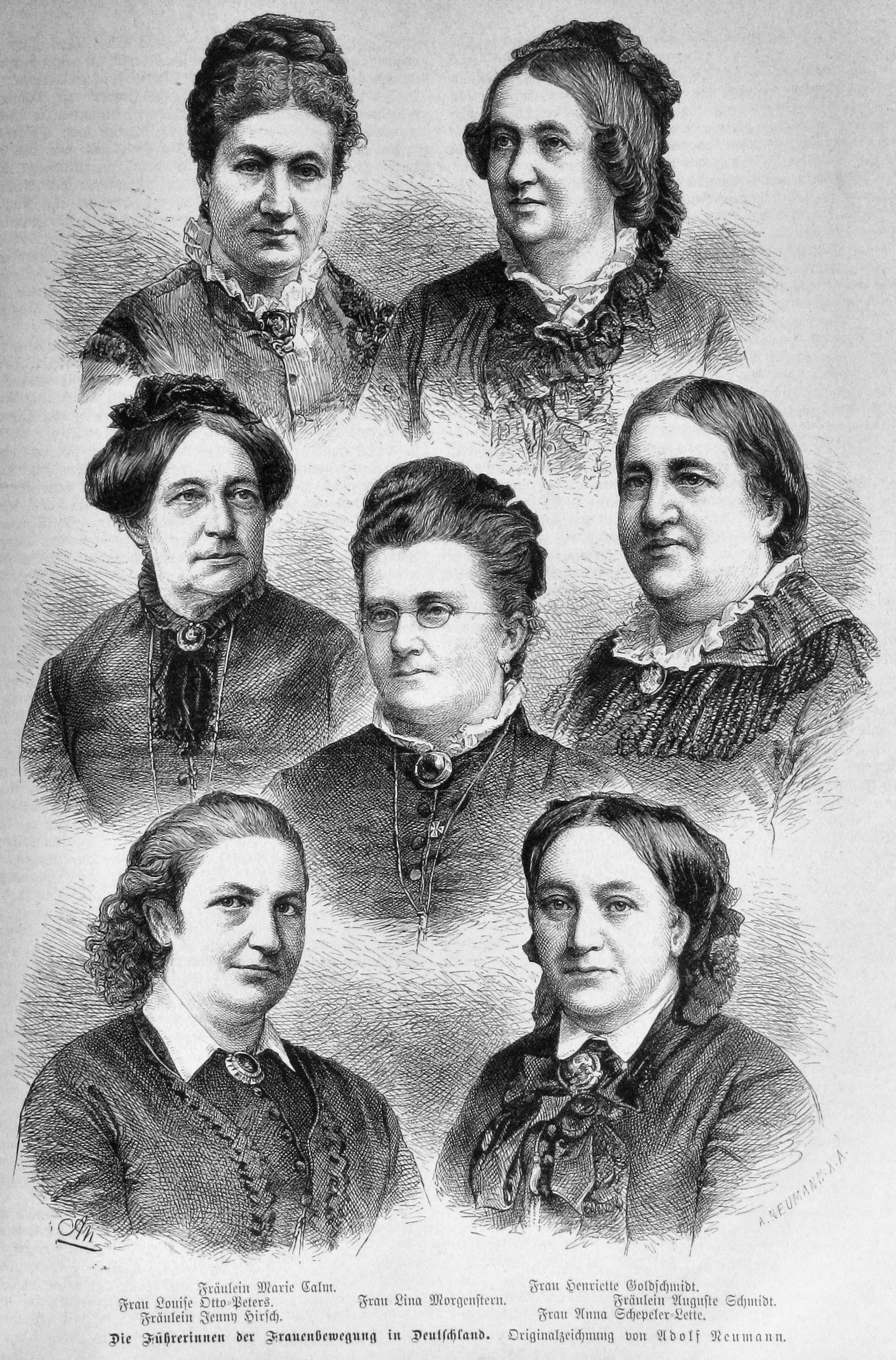
„Die Führerinnen der Frauenbewegung in Deutschland“ in der Gartenlaube 1883. Lina Morgenstern in der mittleren Reihe in der Mitte

Lina Morgenstern (geb. Bauer, * 25. November 1830 in Breslau, Königreich Preußen; † 16. Dezember 1909 in Berlin) war eine deutsche Schriftstellerin, Frauenrechtlerin und Sozialaktivistin.

## Leben und Wirken
Lina Morgenstern wurde in ihrer Familie nach den Gesetzen des jüdischen Glaubens erzogen. Sie begann ihr soziales Engagement 1848 mit der Gründung des Pfennigvereins zur Unterstützung armer Schulkinder.
Nachdem ihr Ehemann Theodor Morgenstern (* 19. April 1827; † 16. September 1910), den sie 1854 geheiratet hatte, in finanzielle Schwierigkeiten geraten war, begann Lina Morgenstern 1857 damit, Kinderbücher zu schreiben, um so den Unterhalt der Familie zu sichern. Im Jahr 1859 kam die gemeinsame Tochter Olga zur Welt. Im selben Jahr gründeten Lina Morgenstern und Adolf Lette den Berliner Frauen-Verein zur Beförderung der Fröbel’schen Kindergärten, um so gegen das seit 1851 in Preußen geltende Kindergartenverbot anzugehen und die Kindergartenidee von Friedrich Fröbel zu befördern. Von 1861 bis 1866 war sie Vereinsvorsitzende; in diese Zeit fällt die Eröffnung von acht Kindergärten und einer Bildungsanstalt für Kindergärtnerinnen.
Mit dem von ihr verfassten Handbuch zur Ausbildung von Kindergärtnerinnen Das Paradies der Kindheit, einem der ersten Fachbücher zur Fröbelpädagogik, entwickelte sich eine öffentliche Diskussion um die Erziehung von Kindern in vorschulischen Einrichtungen.

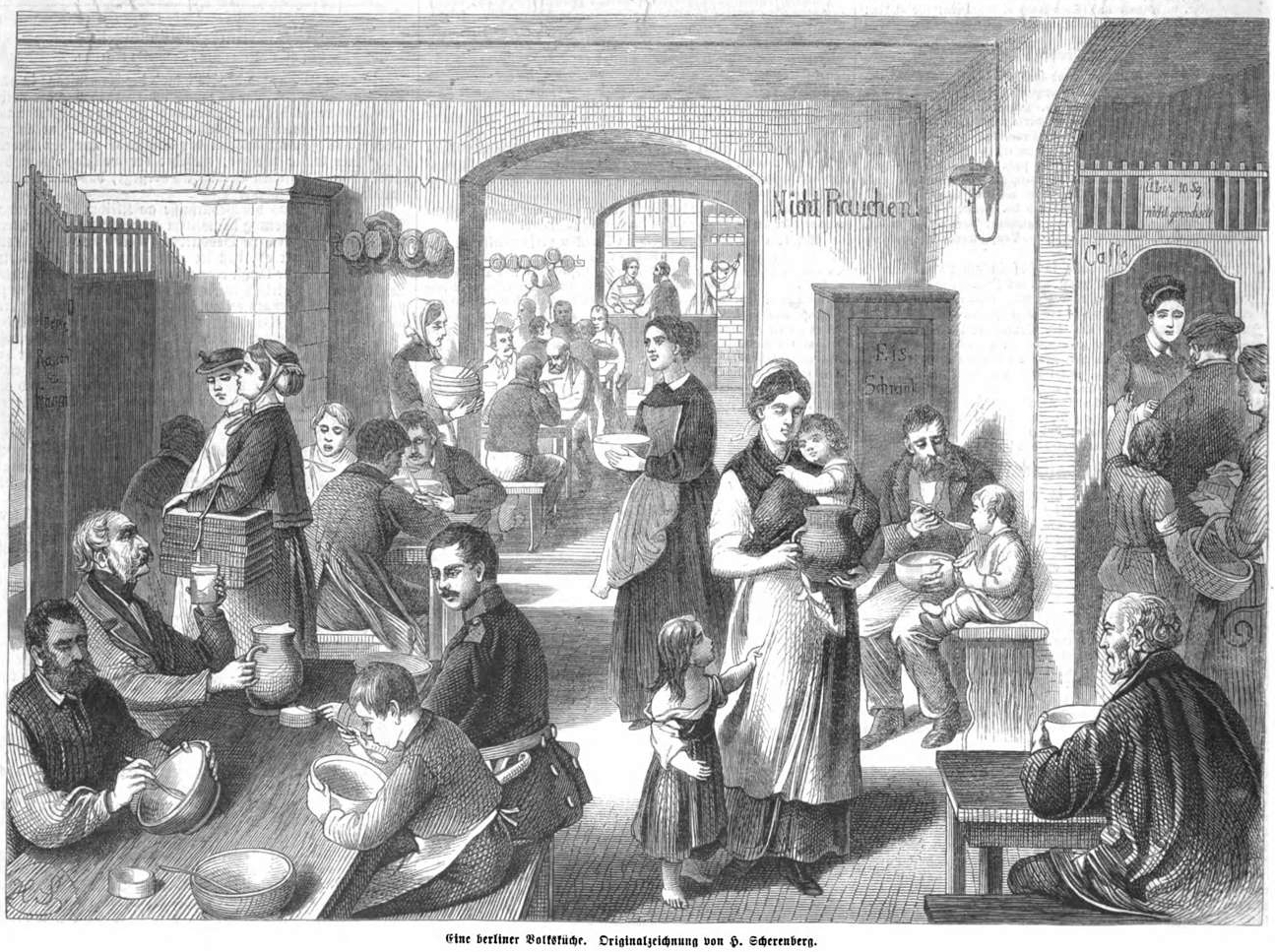
Eine Berliner Volksküche 1868, Zeichnung: Hermann Scherenberg

Lina Morgenstern schrieb über Sinn und die Bedeutung von Kindergärten:
Diese Anstalten sind nichts weiter als Familienvereinigungen, um ihre 3-6jährigen Kinder für einige Stunden in Aufsicht einer hierzu ausgebildeten Kindergärtnerin zu geben, welche sie in gesunden Räumen ihrem Alter und ihren Fähigkeiten nach angemessen beschäftigt, ihren Körper durch Bewegungsspiele kräftigt, ihre Sinne richtig leitet, ihrem erwachenden Geist die notwendige Nahrung reicht und ihr Gemüt bildet, indem sie dieselben denkend und schaffend in die Natur- und Menschenwelt einführt und sie zur Selbstbefriedigung und Selbsttätigkeit anregt.

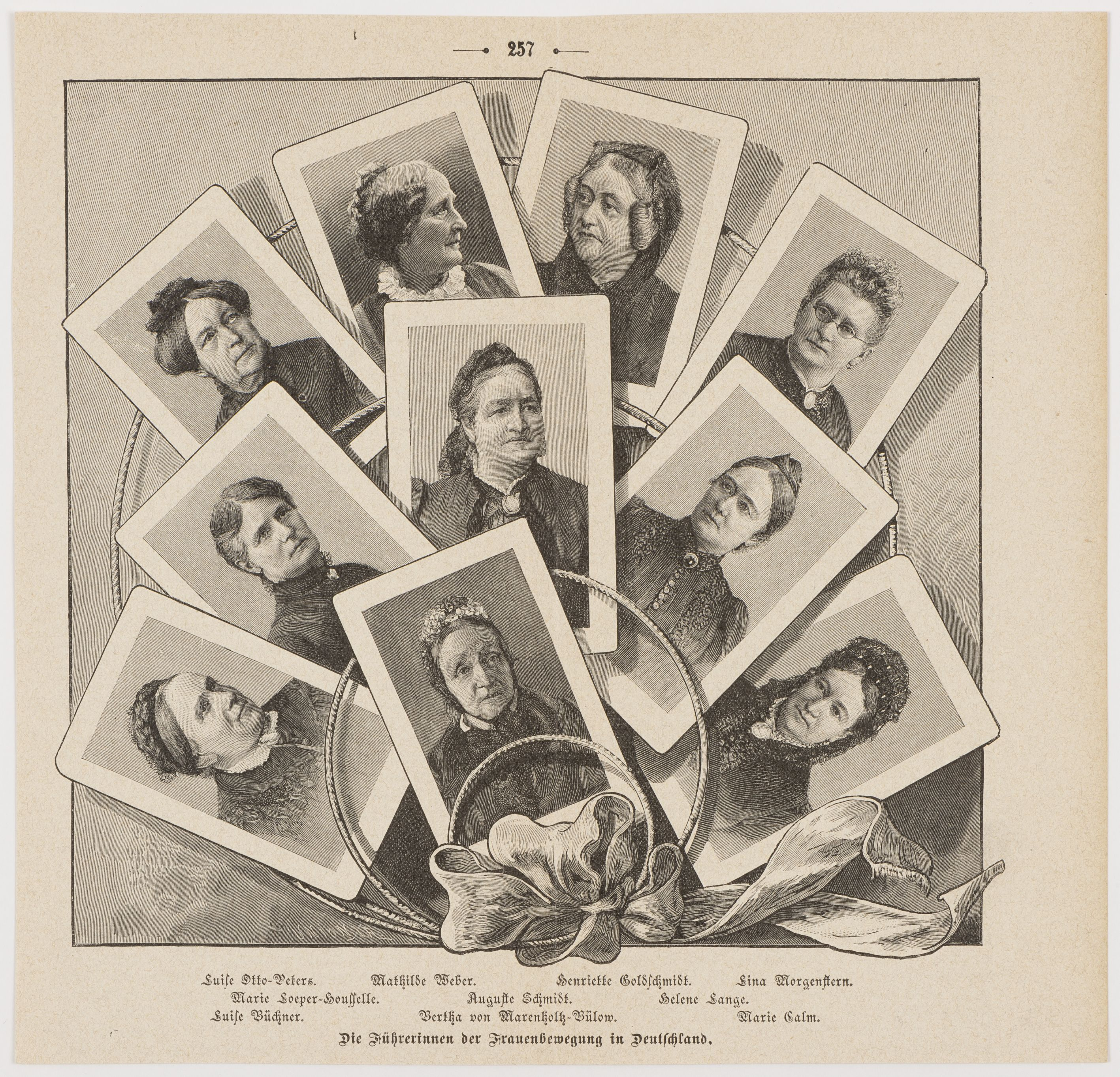
„Die Führerinnen der Frauenbewegung“, Illustration aus Die Gartenlaube, 1894, Lina Morgenstern ist in der obersten Reihe rechts zu sehen

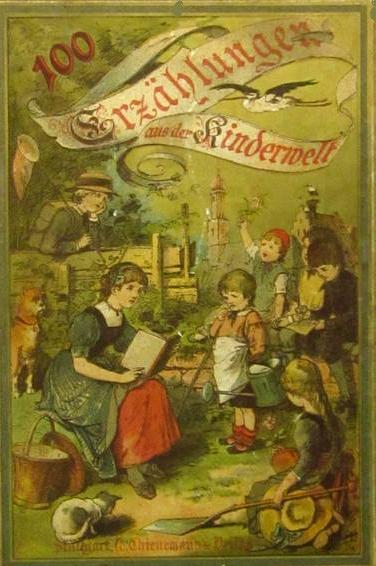
Kinderbuch: 100 Erzählungen aus der Kinderwelt, Neuauflage von Die Storchenstraße

Im Vorfeld des Preußisch-Österreichischen Krieges 1866 entwickelte Lina Morgenstern den Vorschlag, die drohenden sozialen Konsequenzen des Krieges durch die Einrichtung von Großküchen und die Ausgabe von Mahlzeiten zum Selbstkostenpreis zu mildern. Nach einem entsprechenden Aufruf zur Begründung der Volksküchen in Berlin erfolgte die Gründung des Vereins der Berliner Volksküchen; die erste wurde am 4. Juli 1866 eröffnet. Auch diese Initiative begleitete sie schriftstellerisch – 1868 wurde ihr Buch über die Volksküchen veröffentlicht, das auch in diesen erprobte und bewährte Rezepte aufführte. Später entstand daraus das Illustrierte Universal-Kochbuch.
Auf die neu gegründeten Volksküchen aufmerksam geworden, unterstützte auch die preußische Königin Augusta die Arbeit von Lina Morgenstern.
Diese setzte ihr soziales Engagement fort. 1868 folgte die Gründung einer Akademie zur Fortbildung junger Damen/Akademie zur wissenschaftlichen Fortbildung für Damen, 1869 die eines Kinderschutzvereins. Bei Ausbruch des Deutsch-Französischen Kriegs 1870 nahm die im Volksmund Suppenlina genannte Morgenstern die Versorgung der durch Berlin reisenden Soldaten in Angriff und richtete eine Feldpoststelle ein. Ferner organisierte sie die Versorgung Verwundeter.
Auch nach dem Krieg wurde Lina Morgenstern nicht müde, durch die Gründung von Kinderschutzvereinen, Erziehungs- und Krankenpflegeschulen vorhandenen sozialen Missständen abzuhelfen. Zudem gründete sie 1873 den Berliner Hausfrauenverein, der zehn Jahre später einging. Als Gründe dafür gibt die Neue Augsburger Zeitung die Misswirtschaft ihrer Geschäftsleitung – ihren dazu unfähigen Ehemann Theodor – sowie vorherrschenden Antisemitismus an. Dadurch verlor Lina Morgenstern fast ihr ganzes Vermögen. 
Ab 1874 gab sie die Deutsche Hausfrauen-Zeitung heraus, die sie über 30 Jahre betreute. Im September 1876 war sie mit dem Thema „Frauenwirken auf sozialem und volkswirthschaftlichem Gebiet“ eine der Referentinnen auf dem 9. allgemeinen deutschen Frauentag in Frankfurt am Main.
1896 organisierte sie zusammen mit Minna Cauer den Internationalen Kongress für Frauenwerke und Frauenbestrebungen im Roten Rathaus in Berlin und wurde 1897 Vorstandsmitglied der Deutschen Friedensgesellschaft.

## Ehrungen und Auszeichnungen
Am 16. Dezember 1909 starb Lina Morgenstern in Berlin. Ihr Grab befindet sich auf dem Jüdischen Friedhof Berlin-Weißensee. Es ist als Ehrengrab der Stadt Berlin gewidmet.
In Berlin erinnern heute eine Straße sowie eine Gemeinschaftsschule an Lina Morgenstern. Ebenso ist in Bochum eine Gemeinschaftsschule nach ihr benannt.
Am 25. November 2017 wurde an ihrem ehemaligen Wohnort, Berlin-Schöneberg, Potsdamer Straße 139, eine Gedenktafel enthüllt.

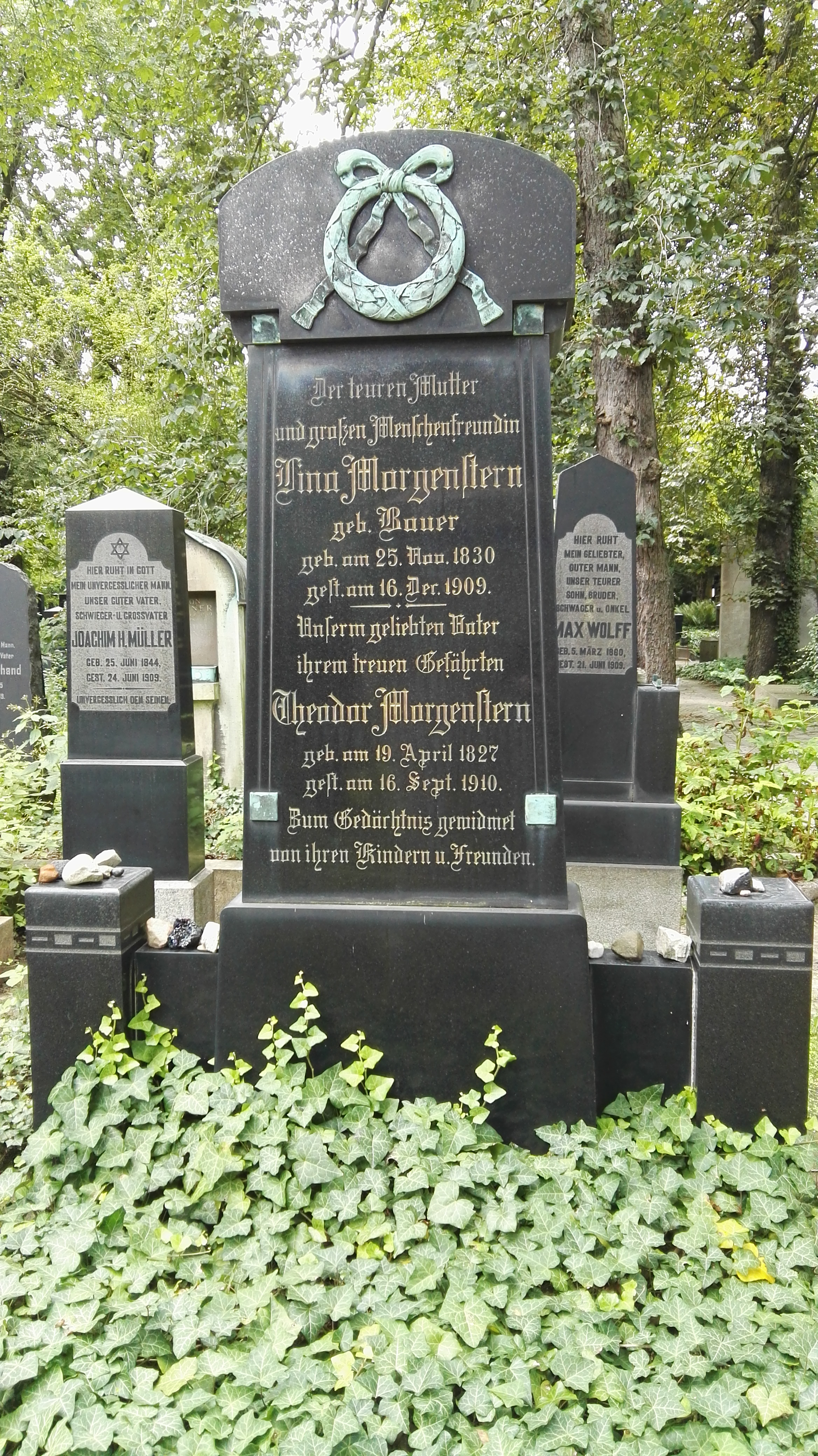
Grabmal der Eheleute Morgenstern auf dem Jüdischen Friedhof Berlin-Weißensee
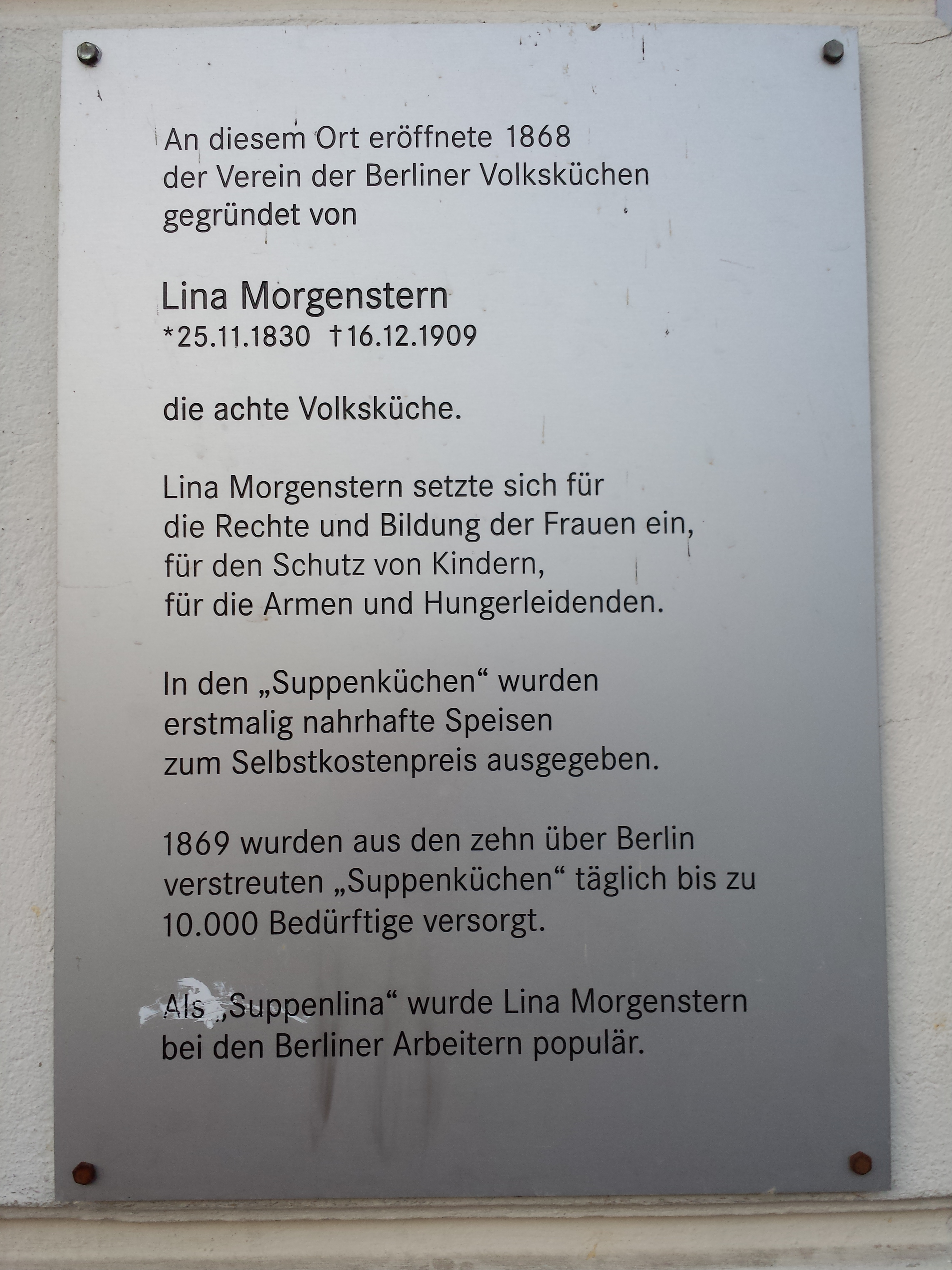
Gedenktafel für die „Suppenlina“ in der Friedrichstr. 9 in Berlin-Kreuzberg
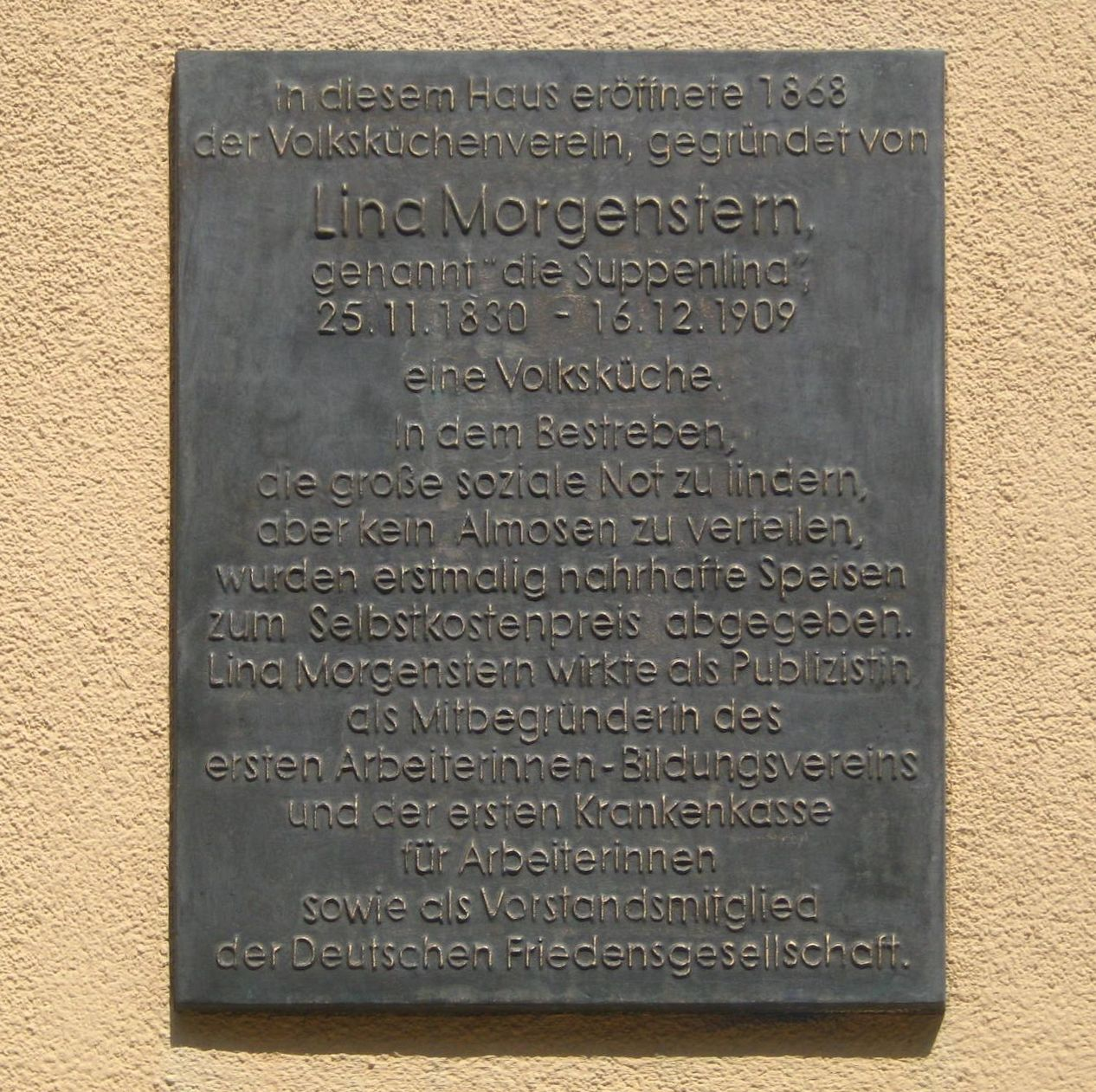
Gedenktafel für Lina Morgenstern am Haus Linienstraße 47 in Berlin-Mitte

## Schriften (Auswahl)
- Bienenkätchen. Breslau 1859.
- Die Storchenstraße. Hundert Geschichten aus der Kinderwelt. Breslau 1861.
- Das Paradies der Kindheit durch Spiel, Gesang und Beschäftigung. Leipzig 1861.
- Der Ball. Erste Spielgabe der fröbelschen Beschäftigungsmittel für die Kindheit. In: Die Erziehung der Gegenwart. Heft 18, 1861, S. 149–151.
- Die Mutter und das Kind, das wichtigste Verhältnis für die rechte Erziehung. In: Kindergarten, 1861, H. 2, S. 69–75.
- Zur Geschichte der Kindergärten. In: Die Erziehung der Gegenwart, 1862, H. 1, S. 7.
- Das Fröbelfest in Berlin. In: Kindergarten, 1865, H. 2, S. 78–80.
- Die Zeichenschule nach Fr. Fröbels Grundsätzen bearbeitet. Berlin 1866.
- Die Berliner Volksküchen. Eine cultur-historische, statistische Darstellung nebst Organisationsplan. Berlin 1868 (Digitalisat), 3. Auflage Berlin 1870 (Digitalisat).
- Der Kindergarten und die Schule und in welcher Weise ist die organische Verbindung zwischen beiden herzustellen? Leipzig 1874.
- Aus Fröbel’s Leben und Wirken. Leipzig 1874.
- Friedrich Fröbel. Festschrift zur 100-jährigen Geburtstagsfeier. Berlin 1882.
- Johanna Goldschmidt. In: Kindergarten, 1885, H. 1, S. 6–9.
- Ein offenes Wort über das medizinische Studium der Frauen an Herrn Prof. Dr. W. Waldener. 1888 (Digitalisat und Volltext im Deutschen Textarchiv)
- Die Frauen des 19. Jahrhunderts, biographische und culturhistorische Zeit- und Charactergemälde. 2 Bände. Berlin 1888 (GoogleBooks)
- Frauenarbeit in Deutschland. Teil 1: Geschichte der deutschen Frauenbewegung und Statistik der Frauenarbeit auf allen ihr zugänglichen Gebieten (Digitalisat); Teil 2: Adreßbuch und Statistik der Frauenvereine in Deutschland (Digitalisat). Verlag der „Dt. Hausfrauen-Zeitung“, Berlin 1893